# Liste der Bodendenkmale in Barmstedt
In der Liste der Bodendenkmale in Barmstedt sind die Bodendenkmale der Stadt Barmstedt nach dem Stand der Bodendenkmalliste des Archäologischen Landesamts Schleswig-Holstein von 2016 aufgelistet. Die Baudenkmale sind in der Liste der Kulturdenkmale in Barmstedt aufgeführt.
| Denkmal-ID           | Befundart            | Bezeichnung                                              | Zeitstellung   | Lage | Bemerkungen | Bild |
| -------------------- | -------------------- | -------------------------------------------------------- | -------------- | ---- | --- | ---- |
| aKD-ALSH-Nr. 002 393 | Befestigung > Burg   | Burg/Motte/Ringwall/Turmhügel „Burg und Schloss Rantzau“ | Mittelalter    |      | |      |
| aKD-ALSH-Nr. 005 011 | Grabmal > Kriegsgrab | Kriegsgrab                                               | Zeitgeschichte |      | Gräber von sechs Zwangsarbeiter-Kindern aus dem Zweiten Weltkrieg; 1959 aus der Liste anerkannter Kriegsgräber gestrichen, Bodendenkmal seit 1. Dezember 2015 |      |